# Abdicação de Guilherme II da Alemanha

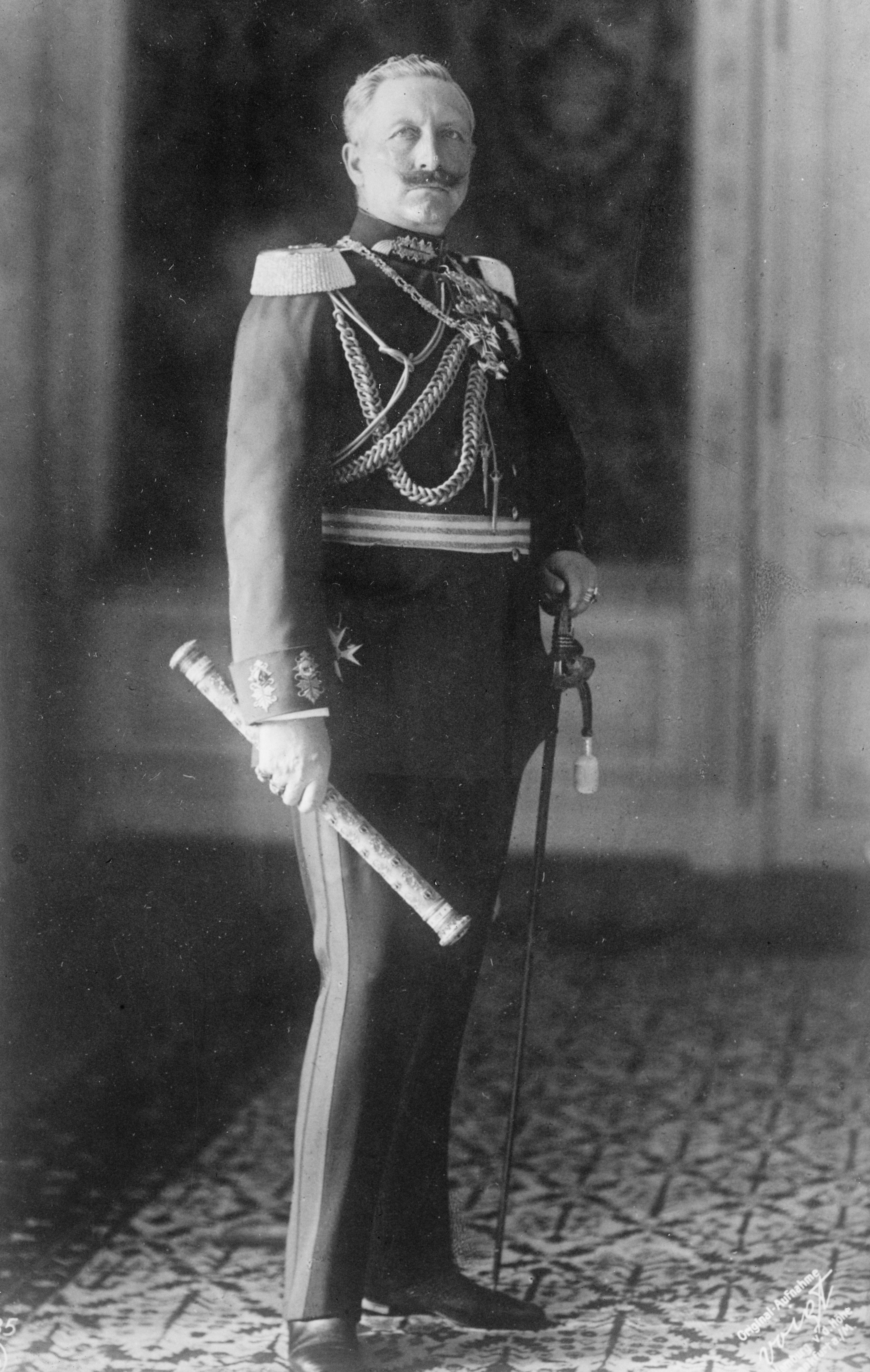
Guilherme II em 1918

A abdicação de Guilherme II como Imperador da Alemanha e Rei da Prússia foi declarada unilateralmente pelo Chanceler Maximiliano de Baden no auge da Revolução Alemã em 9 de novembro de 1918, dois dias antes do fim da Primeira Guerra Mundial. Foi formalmente afirmada por uma declaração escrita de Guilherme em 28 de novembro, enquanto ele estava exilado em Amerongen, nos Países Baixos. A abdicação encerrou o governo de 300 anos da Casa de Hohenzollern sobre a Prússia e o governo de 500 anos sobre seu estado predecessor, Brandemburgo. Com a perda da legitimidade monárquica personificada pelo imperador, os governantes dos 22 estados monárquicos do Império também renunciaram a seus títulos e domínios reais.
A abdicação de Guilherme foi desencadeada pela iminente derrota da Alemanha na Primeira Guerra Mundial. Numa tentativa de obter melhores termos dos Aliados, uma série de mudanças foram feitas no governo e na constituição para democratizar parcialmente o Império. As mudanças políticas não foram suficientes para satisfazer o Presidente dos Estados Unidos, Woodrow Wilson, que liderava a tentativa de intermediar um armistício. Quando ficou claro que ele queria que Guilherme abdicasse, tanto os militares quanto o governo começaram a fazer vários planos para salvar a monarquia por meio de uma regência ou algum outro meio após Guilherme renunciar. A eclosão da revolução alemã nos primeiros dias de novembro de 1918 aumentou a pressão sobre Guilherme para abdicar, mas ele continuou a recusar. Para acalmar a situação volátil em Berlim, o chanceler Baden, sem o conhecimento ou aprovação de Guilherme, anunciou em 9 de novembro que o imperador havia abdicado. Mais tarde naquela tarde, a Alemanha foi proclamada uma república, e Guilherme foi para o exílio na Holanda no dia seguinte. Sua abdicação oficial ocorreu em 28 de novembro. A dinastia Hohenzollern, com 500 anos de existência, terminou discretamente, quase sem violência ou alarde.
Um número significativo de alemães, incluindo muitos que se consideravam monarquistas, viram a fuga de Guilherme para a Holanda como covardia e deserção, uma visão que minou seriamente a posição monarquista da dinastia. Nas forças armadas, o Comando Supremo do Exército, sob o comando do Marechal de Campo Paul von Hindenburg, assumiu discretamente o papel do imperador como "senhor da guerra supremo". Guilherme esperava que os nazistas o devolvessem ou a um de seus filhos ou netos ao trono, mas Adolf Hitler não tinha interesse na restauração.

## Guerra perdida e revolução

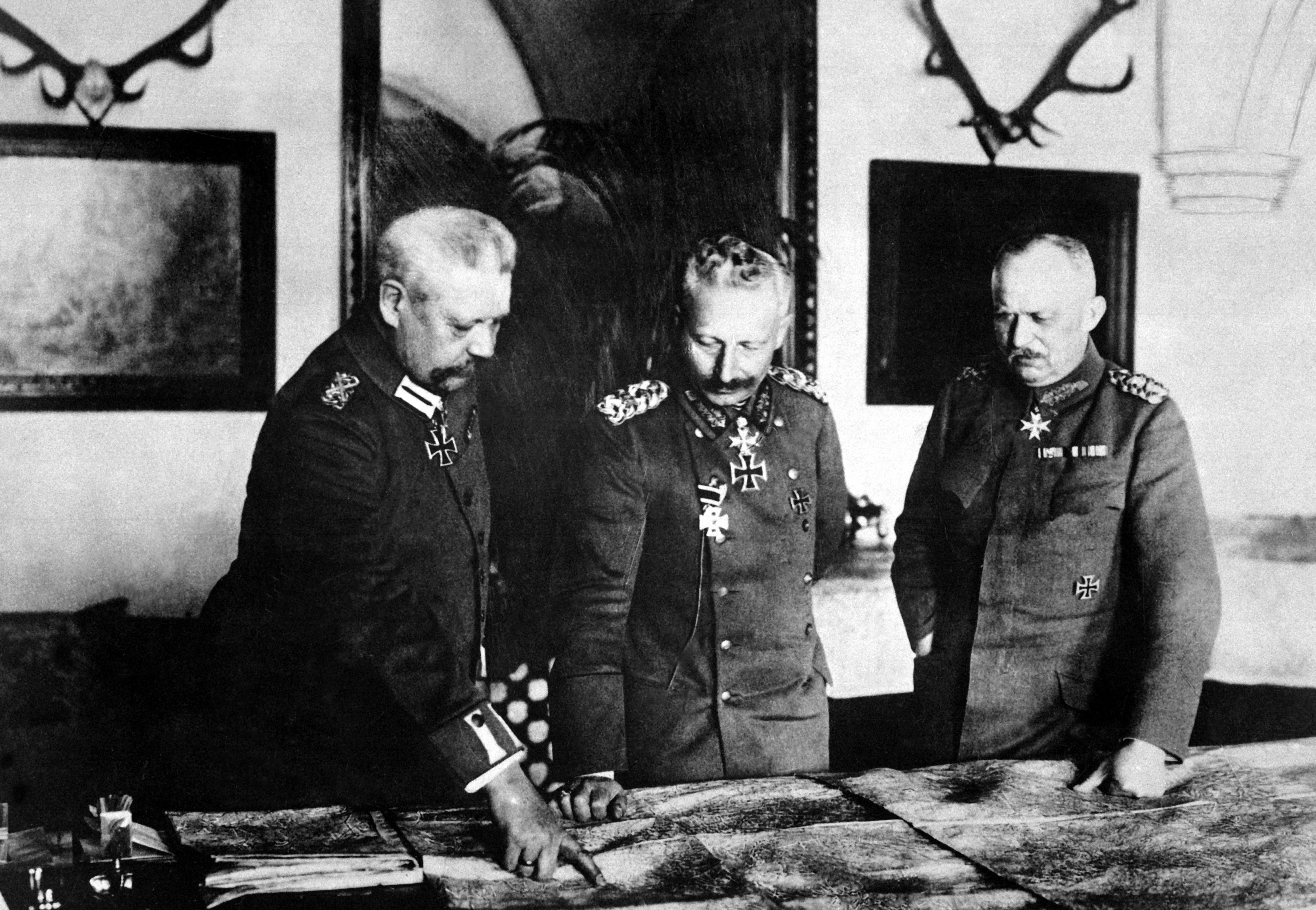
Quartel-General Alemão, 8 de janeiro de 1917. Chefe do Estado-Maior General, Marechal de Campo Paul von Hindenburg e Guilherme II com o General Erich Ludendorff

Wilhelm soube pela primeira vez que a Alemanha não poderia vencer a Primeira Guerra Mundial militarmente em 10 de agosto de 1918, dois dias depois que os Aliados romperam as linhas alemãs na Batalha de Amiens. Ele recebeu a notícia com calma, especialmente porque o Primeiro Intendente-General Erich Ludendorff lhe garantiu em 14 de agosto que seria capaz de quebrar a vontade de lutar do inimigo por meio de uma defensiva determinada. O Imperador passou as semanas seguintes no Palácio de Wilhelmshöhe, perto de Kassel, e retornou ao Quartel-General do Exército em Spa, Bélgica, em 10 de setembro, onde não lhe foi contada a verdade sobre a rápida deterioração da situação militar e política interna. O almirante Georg Alexander von Müller observou: "A desonestidade no Quartel-General atingiu um grau que já não pode ser superado. Para onde quer que se olhe, há egoísmo, autoengano e engano dos colegas."

### Mudança de governo
Em 26 de setembro, o Comando Supremo do Exército (OHL) convocou líderes do governo ao seu quartel-general e informou ao chanceler Georg von Hertling e seus secretários de estado (equivalentes a ministros) que a guerra estava perdida. Friedrich von Berg, um membro do gabinete privado de Wilhelm, começou a trabalhar na formação de um governo que governaria em oposição ao Reichstag. Inicialmente, ele sondou Bernhard von Bülow, que havia sido chanceler de 1900 a 1909. Quando Bülow respondeu que governar contra os partidos maioritários no Reichstag já não era possível, Berg sugeriu uma ditadura de um general como Alexander von Falkenhausen ou Max von Gallwitz, mas foi novamente rejeitado. Paul von Hintze, o secretário de Estado para as relações exteriores, apoiado pelo marechal de campo Paul von Hindenburg e Ludendorff, propôs em vez disso uma "revolução de cima": o sistema de governo do Império deveria, pelo menos na aparência, ser democratizado, o Partido Social-Democrata da Maioria (MSPD) incluído no novo governo e um pedido de paz enviado ao presidente dos EUA, Woodrow Wilson.  Esperava-se que desta forma pudessem ser obtidos termos de paz lenientes – e que a culpa pela guerra perdida pudesse ser atribuída aos partidos democráticos no Reichstag. Para tirar a responsabilidade de si mesmo, Ludendorff plantou as sementes do que mais tarde ficou conhecido como o mito da facada nas costas, a crença de que a Alemanha não havia perdido a guerra militarmente, mas havia sido traída por pessoas na frente interna, principalmente socialistas e judeus. O mito foi alimentado pelo facto de que, até a guerra estar quase perdida, Ludendorff deixou o público no escuro quanto à gravidade da situação militar e até espalhou propaganda optimista.

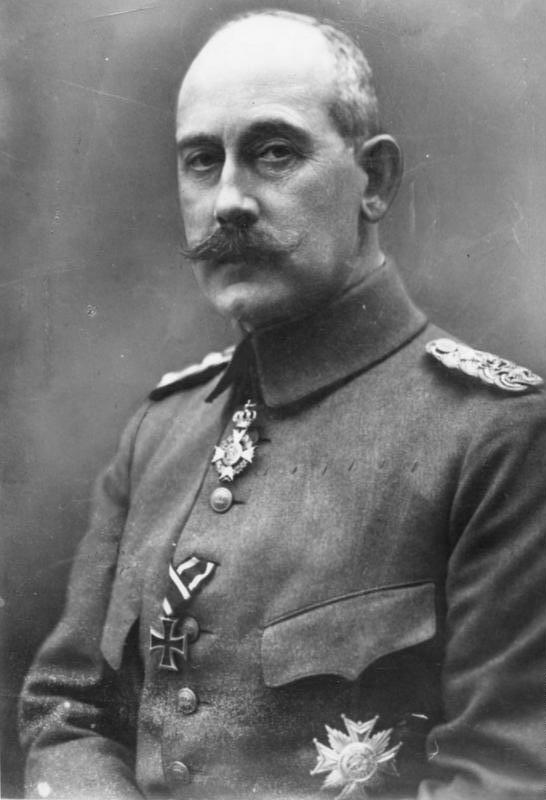
Príncipe Max von Baden, nomeado chanceler da Alemanha quando a derrota na Primeira Guerra Mundial se tornou inevitável

Após a renúncia do gabinete de Hertling em 30 de setembro, Ludendorff sugeriu que o príncipe Max von Baden, herdeiro do trono do Grão-Ducado de Baden, fosse nomeado o novo chanceler.  Embora Wilhelm pensasse pouco no Príncipe Max, ele consentiu. Friedrich von Berg já havia obtido o acordo do príncipe de que, como chanceler, ele "resistiria à democratização excessiva". Em 2 de outubro, Wilhelm e Max discutiram em particular os objetivos da chancelaria em Berlim e, no dia seguinte, ele aceitou a nomeação.  As escolhas de Baden para o seu gabinete – que incluía socialistas pela primeira vez – e a substituição do conselheiro mais próximo de Guilherme, Friedrich von Berg, por Clemens von Delbrück como chefe do gabinete privado mostraram que o Imperador já tinha perdido o poder de preencher cargos importantes com os homens da sua escolha.  O historiador Bernd Sösemann observou um claro "declínio do conceito imperial durante a Primeira Guerra Mundial". Para o cientista político Herfried Münkler, a ascensão de Hindenburg e do Primeiro Intendente-General Erich Ludendorff ao topo do comando do Exército marcou o "início do fim da monarquia Hohenzollern na Alemanha".  

### As notas de Wilson
Em 4 de outubro, conforme solicitado pela OHL, o novo chanceler enviou uma nota diplomática ao presidente Wilson pedindo-lhe que mediasse um armistício imediato e uma paz baseada em seus Quatorze Pontos. Nas duas trocas subsequentes, a escolha de palavras de Wilson "não conseguiu transmitir a ideia de que a abdicação do Imperador era uma condição essencial para a paz. Os principais estadistas do Império ainda não estavam prontos para contemplar uma possibilidade tão monstruosa."  Como pré-condição para as negociações, Wilson exigiu a retirada das tropas alemãs de todos os territórios ocupados, a cessação das atividades submarinas e, implicitamente, a abdicação do Imperador, escrevendo em 23 de outubro: "Se o Governo dos Estados Unidos deve lidar com os mestres militares e os autocratas monárquicos da Alemanha agora, ou se é provável que tenha que lidar com eles mais tarde em relação às obrigações internacionais do Império Alemão, deve exigir não negociações de paz, mas a rendição."  "Imprudente!", teria dito Wilhelm, acrescentando que o que os americanos estavam pedindo era "o mais puro bolchevismo".  Nesse ponto, Ludendorff e Hindenburg pediram o fim da troca de notas com os americanos, uma vez que "o trono e a pátria" estariam "em jogo se não houvesse ... uma ruptura resoluta nas negociações". O príncipe Max disse então a Wilhelm que, para preservar a monarquia e obter uma paz que a Alemanha achasse suportável, o estabelecimento de um governo parlamentar e uma remodelação da OHL eram inevitáveis. 

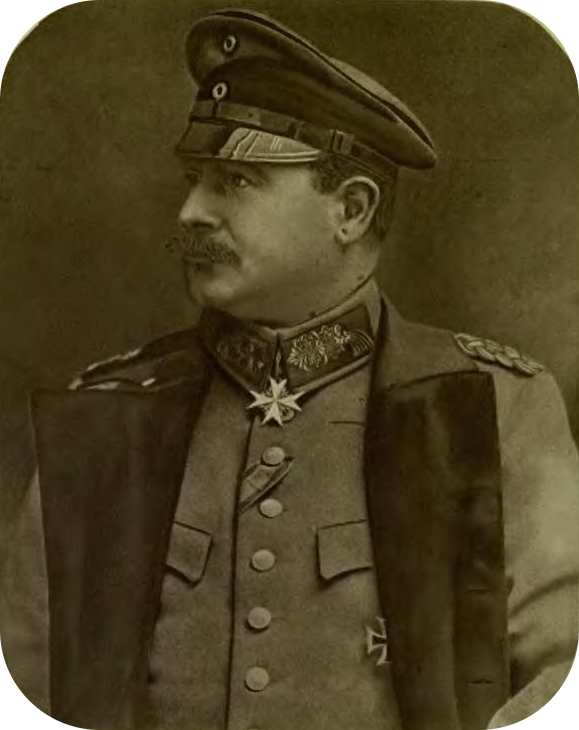
General Wilhelm Groener, que substituiu Erich Ludendorff como Primeiro Intendente Geral em 26 de outubro de 1918

Wilhelm cedeu e substituiu Ludendorff pelo General Wilhelm Groener em 26 de outubro. Dois dias depois, as reformas constitucionais de outubro transformaram o Império Alemão de uma monarquia constitucional em uma monarquia parlamentar. Ao deixar o imperador no comando supremo do exército e com o direito de nomear o governo, a constituição revista não foi suficientemente longe para cumprir as condições americanas. O chanceler, que estava convencido desde 20 de outubro de que Guilherme não poderia permanecer imperador, desenvolveu um plano junto com o banqueiro Max Warburg e outros conselheiros para salvar a monarquia. Exigia que o Imperador renunciasse voluntariamente em favor de seu neto de doze anos, Guilherme, para quem o Príncipe Max atuaria como regente. Como administrador do Império, ele nomearia então um político democrático com apoio popular como chanceler, por exemplo, o presidente do MSPD, Friedrich Ebert. 
O governo aconselhou a imprensa a não discutir a "questão imperial" ao relatar as notas de Wilson, "uma vez que isso criaria uma impressão igualmente má tanto interna como externamente". Com a censura relaxada desde a mudança de governo, o público alemão já estava discutindo amplamente as vantagens da renúncia de Wilhelm. Gustav Noske, do MSPD, por exemplo, apelou a um “grande gesto” do Imperador durante um debate no Reichstag, a 24 de Outubro. No entanto, esse foi quase o único pedido de renúncia do MSPD, já que Ebert queria preservar a monarquia o máximo possível e levantou a ideia de uma tutela imperial para o Príncipe Max. Foram os apoiadores do Partido Social-Democrata Independente (USPD), mais esquerdista, que pediram não apenas a abdicação do Imperador, mas também o fim da monarquia. O deputado do USPD, Oskar Cohn, encerrou seu discurso no Reichstag em 25 de outubro com a exigência de uma república socialista. Dois dias depois, os manifestantes em Berlim que celebravam a libertação de Karl Liebknecht da prisão gritaram: "Abaixo o Imperador!" e "Viva a República Alemã!" 
A renúncia de Wilhelm também foi exigida nos círculos da classe média, geralmente monarquistas. Max Warburg pensava que a única possibilidade "para o Imperador salvar o trono para a sua família [era] abdicar a tempo".  O vice-chanceler Friedrich von Payer lamentou: 
| “ | Os mais ferozes agressores do Imperador são as pessoas da direita. Podemos ouvir os cavalheiros das altas finanças e dos grandes negócios, até mesmo nos altos círculos oficiais, dizendo com espantosa franqueza: o Imperador deve renunciar imediatamente. Quanto mais a agitação persistir, mais forte será o argumento de que não precisamos mais de uma monarquia, mas sim de uma república. | ” |

A comitiva de Guilherme, especialmente o pregador da corte Ernst Dryander e a Imperatriz Augusta Vitória, encorajou Guilherme a manter sua decisão de permanecer no cargo. 

### Revolução
Diante da iminente derrota da Alemanha, o Comando de Alto Mar, sem a autorização do governo, fez planos para uma batalha final contra a frota britânica. Se fosse necessário salvar a honra da Marinha Alemã, eles afundariam heroicamente com bandeiras hasteadas. Em 29 de outubro, os marinheiros de Kiel se amotinaram quando souberam dos planos. Os marinheiros então espalharam a revolta por toda a Alemanha, e ela rapidamente se desenvolveu na Revolução Alemã.  Ao mesmo tempo, o ex-chanceler Georg Michaelis e o almirante Reinhard Scheer tiveram, independentemente, a ideia de que o imperador deveria buscar uma morte heróica. Michaelis pensou em mandá-lo para a frente de batalha, enquanto Scheer queria que ele morresse a bordo do SMS König. Eles esperavam que a sua morte levasse a uma mobilização final em massa.  
O príncipe Max estava simultaneamente tentando persuadir pessoas próximas a Wilhelm a encorajá-lo a renunciar. Wilhelm resistiu amargamente à pressão crescente e em 29 de outubro deixou Berlim para o Quartel-General do Exército em Spa. Não se sabe ao certo se foi Hindenburg, membros da sua comitiva ou outra pessoa que o persuadiu a ir.  
Guilherme tinha então quatro possíveis cursos de ação: liderar as tropas até Berlim para reprimir a revolução, morrer no campo de batalha, continuar a atrasar ou abdicar e deixar a Alemanha.  Wilhelm descartou definitivamente a última opção. Em 1º de novembro, o príncipe Max enviou o secretário de Estado prussiano do Interior, Bill Drews, ao imperador para persuadi-lo a abdicar, mas Wilhelm insistiu em seu juramento. Se ele renunciasse, ele disse, o caos se instalaria. De acordo com uma carta datada de 3 de Novembro, ele fez os seguintes comentários a Drews: 
| “ | Todas as dinastias [referindo-se às outras Potências Centrais monárquicas] estão sucumbindo, o Exército não tem líder, a frente está se desintegrando e inundando o Reno. Os desleais estão se aglomerando, enforcando, assassinando, saqueando; nossos inimigos os estão ajudando... Nem estou pensando em abdicar. O Rei da Prússia não deve ser infiel à Alemanha.... Não estou pensando em deixar o trono por causa de algumas centenas de judeus e mil trabalhadores. | ” |

Quando Hindenburg e Groener se juntaram a eles, Drews enfatizou a posição do MSPD, que ficaria satisfeito com uma monarquia parlamentar no estilo inglês após a abdicação de Wilhelm, mas acrescentou que sua posição poderia mudar rapidamente se a opinião pública mudasse. Os militares responderam destacando o papel central do imperador como senhor da guerra supremo: "Se ele sair, o Exército irá desintegrar-se e o inimigo invadirá a pátria sem impedimentos."  
Guilherme, contando com o apoio de Hindenburg e encorajado por seus ajudantes e pela Imperatriz, estava se entregando a fantasias de um golpe. Ele anunciou repetidamente a sua intenção de recapturar Berlim à frente das suas tropas: "Prefiro que o meu castelo seja destruído a render-me. As minhas metralhadoras escreverão no pavimento que não tolerarei uma revolução." 
Em 7 de novembro, o chanceler von Baden se encontrou com Friedrich Ebert e discutiu seu plano de ir a Spa para convencer Wilhelm a abdicar. Ele estava pensando em nomear o príncipe Eitel Frederico da Prússia, segundo filho de Wilhelm, como regente, mas a eclosão da revolução em Berlim impediu o príncipe Max de ir para Spa. Ebert, que ainda esperava salvar a monarquia, decidiu que para manter o controle da situação, o Imperador teria que abdicar rapidamente e que um novo governo seria necessário. 

## Abdicação não oficial
Na manhã de 9 de novembro, o confronto final sobre o destino do Imperador ocorreu no Hotel Britannique em Spa. Groener e Hindenburg, que permaneceram em silêncio na maior parte do tempo, enfrentaram os outros generais que acreditavam que poderiam salvar o trono do Imperador. O coronel Wilhelm Heye relatou que uma pesquisa com 39 oficiais da linha de frente mostrou que apenas um considerava uma marcha sobre Berlim realista, 23 negavam qualquer perspectiva de sucesso e 15 as classificaram como "muito duvidosas". A questão de saber se as tropas iriam empreender a luta contra o "bolchevismo" em casa foi respondida negativamente por oito, enquanto 31 consideraram isso muito improvável.  Groener disse diretamente ao Imperador: 
| “ | Você não tem mais um exército. O Exército retornará para casa em perfeita ordem, com seus comandantes e generais, mas não sob o comando de Vossa Majestade. O Exército não está mais com Vossa Majestade. | ” |

Segundo alguns historiadores, a OHL encenou a apresentação para evitar ter que assumir a responsabilidade pela inevitável abdicação do Imperador.  Siegfried A. Kaehler chamou-lhe a "derrubada da monarquia pelo Exército".

### Anúncio não autorizado

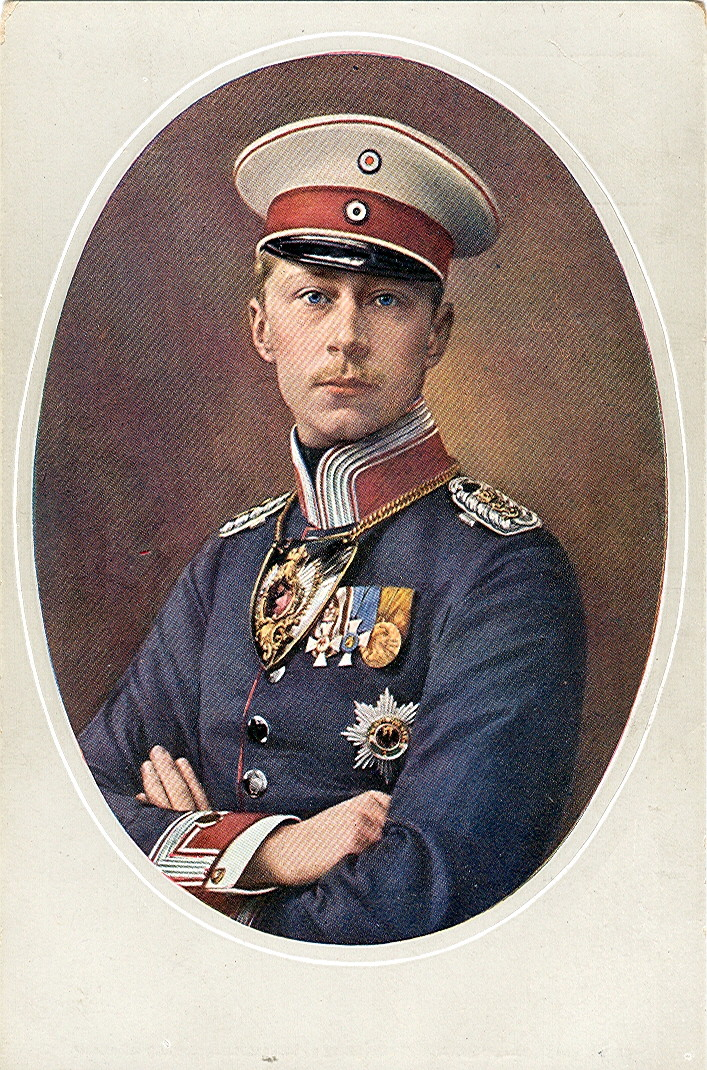
Príncipe Herdeiro Guilherme por volta de 1915. O anúncio do chanceler Baden sobre a abdicação de seu pai também o incluiu.

Em um ato oficial final, Guilherme entregou o comando supremo do Exército Alemão a Hindenburg e então propôs que ele renunciasse ao cargo de Imperador, mas permanecesse Rei da Prússia. Sem saber que a divisão dos dois tronos não era permitida pela constituição imperial, ele pensou que, como monarca do estado que constituía dois terços da Alemanha, poderia desempenhar um papel em qualquer novo governo. A notícia oficial da sua decisão de abdicar como Imperador só chegou a Berlim às 14h do dia 9 de Novembro, mas sob a pressão dos acontecimentos revolucionários em rápido desenvolvimento na capital, o Príncipe Max anunciou unilateralmente que o Imperador e o Príncipe Herdeiro tinham abdicado de ambas as coroas.  A proclamação, escrita pelo conselheiro privado Theodor Lewald e transmitida pela agência de notícias Wollf's Telegraph Bureau, dizia: 
| “ | O Imperador e Rei decidiu abdicar do trono. O Chanceler permanecerá no cargo até que as questões relacionadas à abdicação do Imperador, à renúncia ao trono pelo Príncipe Herdeiro do Império Alemão e da Prússia e ao estabelecimento da regência sejam resolvidas. Ele pretende propor ao Regente a nomeação do Deputado Ebert como Chanceler e a apresentação de um projeto de lei para convocar imediatamente eleições gerais para uma Assembleia Nacional Alemã constituinte, que seria responsável por determinar a futura forma final de governo do povo alemão, incluindo aqueles setores da população que desejassem se alojar dentro das fronteiras do Império. Berlim, 9 de novembro de 1918. | ” |
|   | — O Chanceler Imperial, Príncipe Max von Baden.. |   |

A declaração final se refere à potencial união da Áustria-Alemanha com o resto da Alemanha após a dissolução do império multiétnico austro-húngaro.

### Governo revolucionário

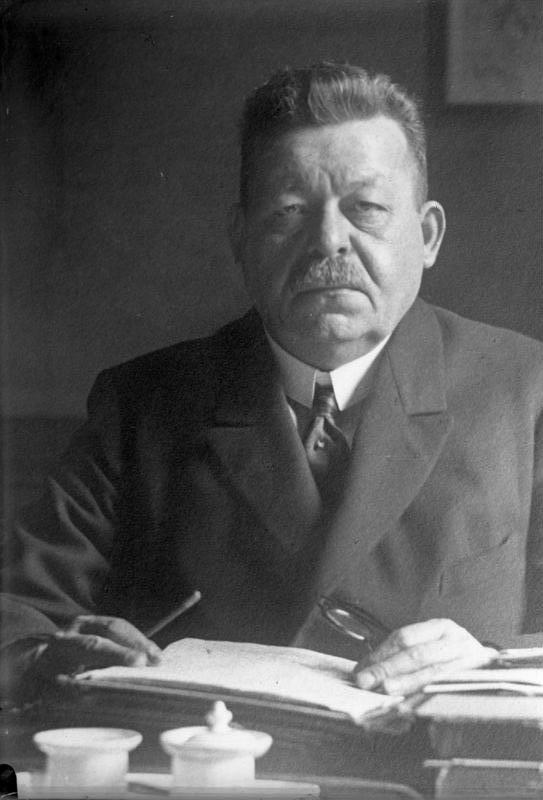
Friedrich Ebert, a quem Max von Baden entregou a chancelaria. Ebert queria salvar a monarquia, mas não conseguiu.

Pouco depois do anúncio do chanceler, Friedrich Ebert foi à Chancelaria do Reich e solicitou a formação de um governo totalmente social-democrata. Como as tropas na capital apoiavam em grande parte a maioria dos sociais-democratas, o príncipe Max concordou e transferiu a chancelaria para ele ao meio-dia. Foi um acto ilegal – ou revolucionário – uma vez que, segundo a constituição imperial, nomear um chanceler era um direito exclusivo do imperador. 
Poucas horas depois, uma República Alemã foi proclamada duas vezes em Berlim: Philipp Scheidemann (MSPD) proclamou a "República Alemã" às 14h no edifício do Reichstag, enquanto Karl Liebknecht (Liga Espartaquista) proclamou a "República Socialista Livre da Alemanha" às 16h no Palácio de Berlim. Scheidemann, agindo por conta própria, havia ido contra a linha partidária anterior, já que até então os sociais-democratas se mostravam "monarquistas da razão". Ainda em 5 de novembro, o jornal do partido Vorwärts havia alertado contra o estabelecimento de uma república na qual seria necessário "lidar com o monarquista Dom Quixote por talvez 30 anos". Em 7 de novembro, o partido pedia a abdicação, mas não a abolição da monarquia. Ebert ficou indignado com Scheidemann porque ele queria deixar a decisão sobre a futura forma de governo da Alemanha para uma assembleia constituinte. Em 10 de novembro, o Conselho dos Deputados do Povo foi formado por membros do MSPD e do USPD como governo interino da Alemanha; a proclamação de Liebknecht não teve consequências.

## Fuga para os Países Baixos e abdicação oficial

### Decisão de fuga

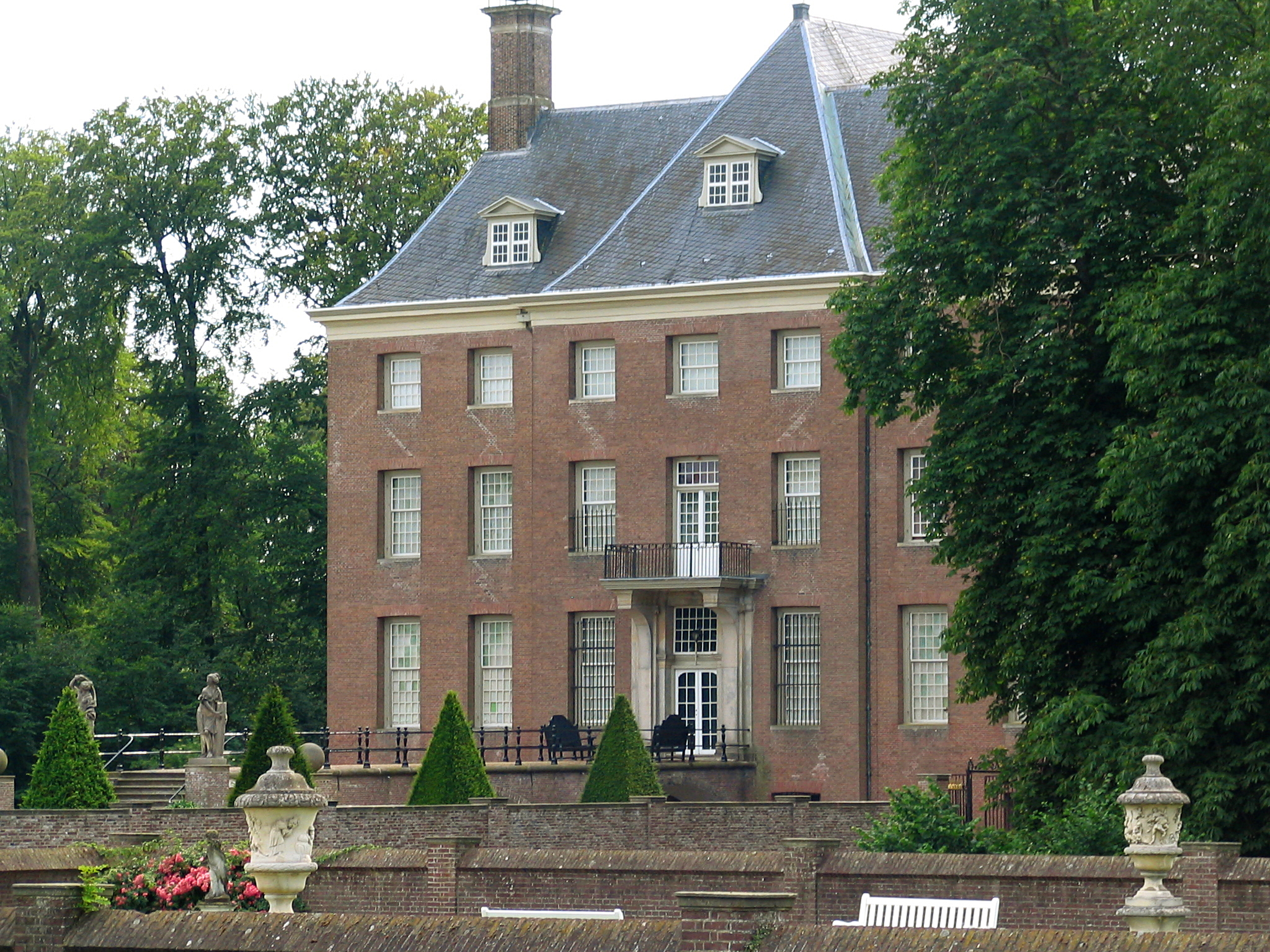
Castelo de Amerongen, na Holanda, onde Guilherme II viveu pela primeira vez após seu exílio

Por volta das 14h do dia 9 de novembro, os eventos em Berlim foram conhecidos pela OHL em Spa. Wilhelm ligou para seu primo Max e o chamou de "canalha". Hindenburg, que até então pouco tinha falado na discussão sobre uma abdicação, tomou então a iniciativa.  Como circulavam rumores de que tropas revolucionárias estavam a caminho de Spa, ele, entre lágrimas, aconselhou Wilhelm a ir embora. Ele queria evitar a todo custo que ele fosse "arrastado para Berlim por soldados amotinados e entregue ao governo revolucionário como prisioneiro". Groener inicialmente discordou, dizendo que, em sua opinião, o Imperador deveria deixar o Exército somente se abdicasse primeiro. Todos os presentes foram lembrados do destino do último czar russo, Nicolau II, que havia sido assassinado por revolucionários alguns meses antes. Às 16h, o Imperador ordenou que os comandantes seniores se despedissem, durante as quais ele se recusou a apertar a mão de Groener. De acordo com uma declaração posterior de Groener, após um longo período de silêncio, Wilhelm deixou-se levar como uma criança pequena até o séquito da corte, que estava armado. Ele passou a noite de 10 de novembro lá.     Ele escreveu uma carta à esposa que deixa claro o quão desamparado ele estava e o quanto ele avaliou mal a situação: 
| “ | Max concretizou plenamente a traição que vinha tramando com Scheidemann há semanas. Sem me perguntar ou esperar que eu fizesse qualquer movimento, ele me depôs, publicando a renúncia do rapaz [o príncipe herdeiro] e minha, pelas minhas costas. Então, entregou o governo aos socialistas, e Ebert tornou-se chanceler. Berlim está nas mãos dos bolcheviques [...] Que colapso terrível. Que vil e vil enfraquecimento do nosso maravilhoso Exército e do querido e velho Estado prussiano! Ebert está hospedado no quarto de Bismarck, talvez em breve no Palácio. Como o marechal de campo me disse esta tarde que não poderia mais garantir minha segurança entre as tropas, estou deixando o Exército a conselho dele, após lutas [internas] terrivelmente difíceis. | ” |

Em 10 de novembro, Wilhelm partiu para o exílio nos Países Baixos, que permaneceu neutra durante toda a guerra.  O Artigo 227 do Tratado de Versalhes, concluído no início de 1919, previa o processo contra Guilherme "por uma grave ofensa contra a moralidade internacional e a santidade dos tratados". A Rainha Guilhermina e o governo holandês, no entanto, recusaram os pedidos dos Aliados para extraditá-lo. O rei Jorge V da Inglaterra escreveu que seu primo era "o maior criminoso da história", mas se opôs à proposta do primeiro-ministro David Lloyd George de "enforcar o imperador". O presidente Wilson também se opôs à extradição, argumentando que punir Wilhelm desestabilizaria a ordem internacional e faria perder a paz. 

### Declaração de abdicação

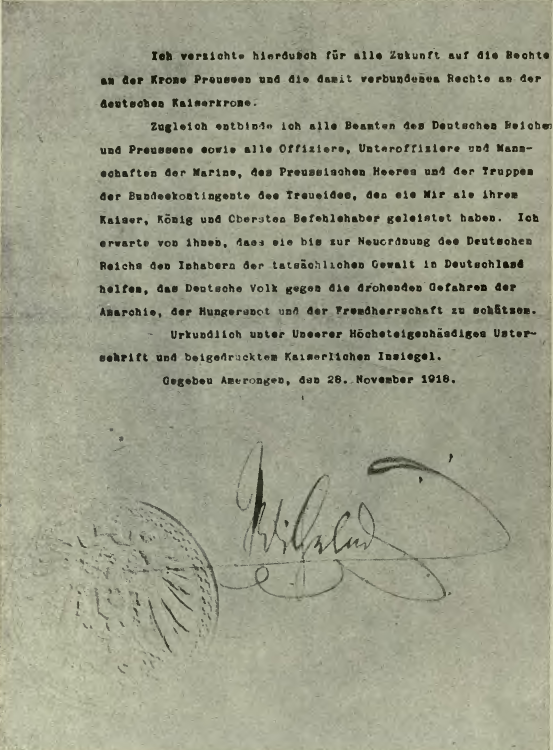
Declaração de abdicação de Guilherme II, assinada em 28 de novembro de 1918

Guilherme estabeleceu-se primeiro no Castelo de Amerongen. Em 28 de novembro, aceitando que havia perdido ambas as coroas para sempre, ele emitiu uma declaração tardia de abdicação dos tronos prussiano e imperial. Ele também libertou seus soldados e oficiais na Prússia e no antigo Império de seus juramentos de lealdade a ele.
| “ | Renuncio, por meio deste, para sempre, às pretensões ao trono da Prússia e ao trono imperial alemão a ele vinculado. Ao mesmo tempo, libero todos os oficiais do Império Alemão e da Prússia, bem como todos os oficiais, suboficiais e soldados da Marinha e do Exército Prussiano, bem como as tropas dos estados federados da Alemanha, do juramento de fidelidade que me prestaram como seu Imperador, Rei e Comandante Supremo. Espero que, até o restabelecimento da ordem no Império Alemão, prestem assistência aos detentores do poder na Alemanha na proteção do povo alemão contra os perigos ameaçadores da anarquia, da fome e do domínio estrangeiro. Certificado por nós mesmos e com o selo imperial anexado. | ” |
|   | — Guilherme, Amerongen, 28 de novembro de 1918. |   |

## Impactos

### Dinástico
A abdicação de Guilherme II marcou o fim do governo da dinastia Hohenzollern, que havia começado na Marca de Brandemburgo em 1415. O historiador Hagen Schulze chamou o desaparecimento silencioso e silencioso de Guilherme II de um dos "eventos mais estranhos da história alemã", não porque marcou o fim do Império Alemão, que não tinha nem meio século de existência, mas porque a monarquia prussiana havia simplesmente se dissolvido. Séculos de história chegaram ao fim "sem resistência, sem luta, sem derramamento de sangue e sem grandes gestos [...] A queda da monarquia mal merecia uma manchete".  O fim do domínio Hohenzollern na Prússia e no Reich também significou o fim da legitimidade das monarquias nos estados alemães constituintes. Segundo o historiador Michael Horn, a legitimidade monárquica na Alemanha estava particularmente incorporada no imperador, visto como um símbolo de unidade nacional. Como resultado, o imperador era o representante do sistema monárquico em toda a Alemanha. Guilherme o enfraqueceu permanentemente por meio de seus delitos e escândalos, até que o "capital monárquico" também se esgotou nos estados individuais.
A questão de saber se o resultado poderia ter sido evitado se Wilhelm tivesse sido menos hesitante é respondida de diferentes maneiras. A jurista Carola Schulze pensou que uma abdicação oportuna de Guilherme II poderia ter salvo o trono dinástico, uma vez que a Revolução de Novembro "não era, na sua essência, anti-imperial e dificilmente anti-dinástica". Lothar Machtan viu o fim da monarquia na Alemanha principalmente como resultado das ações de três homens que de fato queriam preservá-la: Guilherme II, o Príncipe Max e Friedrich Ebert. Eles se tornaram "coveiros da monarquia" contra sua vontade, embora ela ainda pudesse ter sido salva até outubro de 1918. Mas o Imperador tinha arriscado a monarquia com um “egoísmo inigualável”, o Príncipe Max com excesso de confiança e cobardia e o presidente do MSPD com excesso de raciocínio e timidez.  Eles criaram um vácuo de poder que levou a uma república "natimorta": "A transição para a democracia teve, portanto, de permanecer inadequada em muitos aspetos, e os impulsos de mudança da revolução alemã não provocaram um afastamento irreversível em direção à liberdade."  Gerd Heinrich acreditava que a democracia na Alemanha teria tido melhores hipóteses sob uma regência. Ele baseou a sua conclusão no julgamento de Winston Churchill, que disse em 1939: "A queda da monarquia na Alemanha foi o nosso maior erro político." 

### Militares
Quando Guilherme II abdicou, ele era legalmente o comandante supremo do Exército, e a constituição não previa sua renúncia. Havia, portanto, o perigo de que a OHL, que segundo a lei constitucional era seu órgão executivo, perdesse sua legitimidade com a saída de Wilhelm e que o Exército ficasse sem liderança. Hindenburg e Groener discutiram o assunto com Bill Drews em 1º de novembro, mas no dia 9, a questão não desempenhou nenhum papel nas deliberações. Os oficiais presentes se contentaram com a declaração verbal de Wilhelm de que Hindenburg deveria assumir o comando supremo e liderar o Exército para casa. A pretensão da OHL ao poder militar supremo foi geralmente aceite no corpo de oficiais, sem qualquer processo formal de persuasão.  O historiador Wolfram Pyta concluiu que a transferência suave do comando supremo de Guilherme para a OHL era a prova de que a legitimidade monárquica tinha ultrapassado a sua utilidade: "O Exército também estava comprometido com a nação; e Hindenburg era insubstituível em Novembro de 1918, enquanto Guilherme II era politicamente e simbolicamente destacável." 

## Tentativas de restauração

### República de Weimar
A fuga do Imperador para a Holanda sem agradecer ao seu povo e aos membros do Exército que lutaram em seu nome, bem como sua recusa em buscar a morte de um herói, tornaram-se objeto de um debate acalorado nos primeiros anos da República de Weimar. Um amplo espectro da população percebeu isso como um escândalo, uma deserção e uma covardia.  O jornalista contemporâneo Maximilian Harden escreveu que Wilhelm, como um senhor da guerra, levou milhões de alemães ao inferno durante anos e depois "fugiu ... antes da primeira rajada de vento" - um "senhor da guerra com as calças cheias" (Kriegsherr Hosenvoll).  No corpo de oficiais, cruzar a fronteira era percebido como uma revogação de seus juramentos de lealdade. O capitão de extrema-direita Hermann Ehrhardt, mais tarde chefe da organização terrorista Cônsul, escreveu que Wilhelm estava "acabado" para ele e seus oficiais com sua fuga para a Holanda.  O historiador Friedrich Meinecke julgou em 1919 que, embora a maioria dos alemães continuasse a sentir-se monárquica, a "própria monarquia desferiu o golpe mortal em toda a lealdade através da forma indigna do seu fim, através do fracasso completo do seu último representante no Império". 
O monárquico Partido Popular Nacional Alemão (DNVP), fundado em 24 de novembro de 1918, alcançou, no entanto, resultados de até 20% dos votos nas eleições para o Reichstag, no seu auge em meados da década de 1920. O Partido Popular Alemão (DVP), de direita liberal, também apoiou a monarquia como a "forma de governo mais adequada para o nosso povo em termos de história e natureza", mas declarou-se desde o início pragmaticamente disposto a trabalhar no âmbito da república. 
Alguns Hohenzollerns pensaram que os nacional-socialistas poderiam restaurar a monarquia. No final da década de 1920, a segunda esposa de Wilhelm, Hermínia Reuss de Greiz, recomendava constantemente o movimento nazista ao marido como a única força que poderia trazê-lo de volta ao trono.  Foi somente por volta de 1935 que ela abandonou suas esperanças.  O próprio Wilhelm ficou decepcionado com as ações de Hitler. Em 24 de janeiro de 1933, ele reclamou: 
| “ | A confusão em casa é terrível! O comportamento de Hitler demonstra uma lamentável falta de talento político, nenhuma disciplina, nenhum conhecimento de economia! Ele só é adequado sob uma mão firme e forte, e dentro de um escopo limitado. | ” |

Wilhelm imaginou que a mão seria dele. Poucos dias antes de Hitler ser nomeado chanceler, ele exclamou: "Chamem-me, estou a chegar! Amém!" 

### Era Nazista

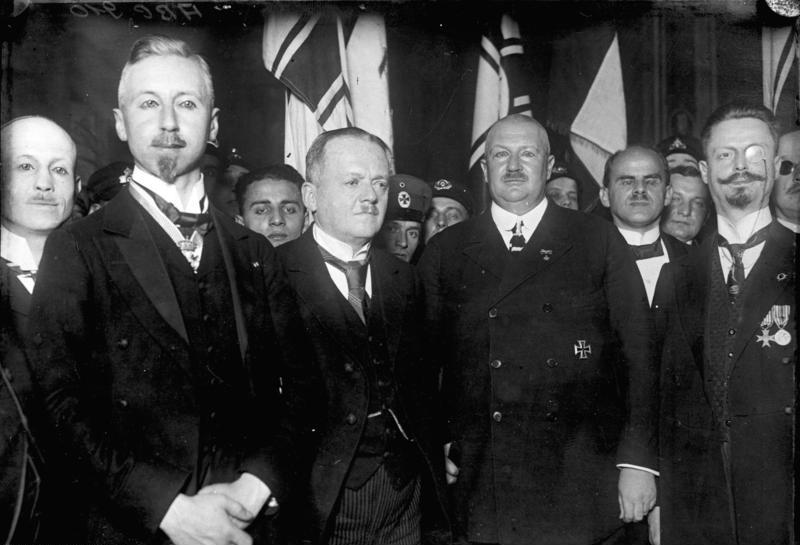
O Líder Monarquista do DNVP Kuno von Westarp e membro do DNVP Príncipe Óscar da Prússia com Príncipe Eitel Frederico, dezembro de 1924

Wilhelm fez com que seu antigo confidente Friedrich von Berg sondasse Hitler repetidamente, mas em outubro de 1933, Hitler lhe disse duramente que sua tarefa era derrotar o comunismo e o judaísmo e que a instituição da monarquia e os Hohenzollerns não eram "fortes o suficiente" para realizá-lo. Pouco antes, membros da SA invadiram uma recepção que os monarquistas organizaram para celebrar o 75º aniversário de Wilhelm. Eles espancaram convidados, soltaram fogos de artifício e quebraram móveis. O Gauleiter de Berlim, Artur Görlitzer, e o chefe da Gestapo, Rudolf Diels, já haviam alertado contra a homenagem a Wilhelm e que as atividades monarquistas seriam processadas da mesma forma que as dos comunistas. O próprio Hitler rejeitou publicamente as aspirações dos Hohenzollerns em seu discurso no primeiro aniversário de sua ascensão ao poder, em 30 de janeiro de 1934, no Reichstag Nacional Socialista, dizendo: "O que foi nunca mais voltará". Nos meses seguintes, as esperanças da família do antigo imperador e de seus apoiadores de que os nacional-socialistas poderiam ser usados como um veículo para devolver Guilherme ao trono diminuíram cada vez mais. Provavelmente sempre foi ilusório.
Depois que o príncipe Guilherme da Prússia, filho do antigo príncipe herdeiro, foi morto em combate na França em 1940, cerca de 50.000 pessoas prestaram suas últimas homenagens após o funeral em Sanssouci. Como resultado da participação, Hitler viu os Hohenzollerns como uma ameaça ao seu poder. No Decreto dos Príncipes, ele ordenou que os membros das antigas casas aristocráticas alemãs governantes que serviam na Wehrmacht não deveriam mais ser destacados para a frente de batalha. 
O antigo imperador Guilherme II morreu no exílio na Holanda em 4 de junho de 1941, aos 82 anos.